# IBM Cloud
IBM Cloud (bis 2017 Bluemix) ist eine von IBM entwickelte Cloud-Plattform als Service (PaaS).
Über IBM Cloud greifen Entwickler auf mehr als 130 Cloud-Services zu, um mobile Apps und Webanwendungen zu entwickeln. Die zahlreichen Analysewerkzeuge werden ergänzt durch Services von Drittanbietern. Mit Watson Analytics lassen sich beispielsweise intelligente Systeme realisieren, die Daten kognitiv auswerten und für die Entscheidungsfindung aufbereiten.

## Geschichte
Bluemix wurde erstmals im Februar 2014 im Betastadium geöffnet und im Juli 2014 veröffentlicht. Eines der Ziele war vor allem eine Umgebung zu schaffen, mit der sich mobile und Cloud-Anwendungen schnell aus Bausteinen zusammensetzen, mit Code-Schnipseln individualisieren, automatisiert testen sowie auf Knopfdruck installieren und aus der Cloud betreiben lassen.
Im Mai 2015 stellte Bluemix bereits über 100 Cloud basierte Entwicklungstools von IBM und Partnern, außerdem verzeichnete IBM einen Nutzerzuwachs von rund 8.000 neue Nutzer pro Woche.
Im Oktober 2015 gab IBM bekannt, die Dienste von Bluemix als hybrides Angebot, also im lokalen Rechenzentrum, anbieten zu wollen, außerdem wolle man neue Entwicklungswerkzeug für Node.js anbieten. Zwei Monate später, im November 2015, fügte IBM Objektspeicher hinzu, die es Entwicklern ermöglichten unstrukturierte Daten zu speichern. Dabei kommt die quelloffene Plattform OpenStack zum Einsatz.
Mitte Februar 2016 wurde bekannt, dass IBM Bluemix um eine weitere Komponente erweitert werden sollte, die es Entwicklern ermöglichen sollte, die Blockchain für den Unternehmenseinsatz zu etablieren. Um die Entwickler auch fachlich unterstützen zu können, eröffneten sie Garages in London, New York, Singapur und Tokyo, in denen Experten Entwickler fachlich beraten können. Auf der InterConnect-Konferenz stellte IBM mit Bluemix OpenWhisk im Februar 2016 einen Konkurrenten zu AWS Lambda und Google Cloud Functions vor. Bei OpenWisky handelt es sich um einen Dienst, der vorrangig für die Entwicklung von Microservices vorgesehen ist. Im Gegensatz zu seinen Konkurrenten ist der Quellcode von OpenWisky allerdings quelloffen. Im Juli 2016 veröffentlichte IBM das NPM-Modul openwhisk und das Tool Node-RED. Bei ersterem handelt es sich um einen Wrapper für die OpenWhisk-REST-API, zweiteres ist ein Baukastentool zum Prototyping für ereignisgesteuerte Anwendungen.
Im Dezember 2016 stellte IBM eine Continuous-Delivery-Toolchain vor, die es Entwicklerteams erleichtern soll Microservices, Container und Cloud-Anwendungen zu erstellen. Dabei können Werkzeuge wie GitHub, Slack, Sauce Labs und PagerDuty eingebunden werden. Außerdem entließ IBM OpenWisky aus der Betaphase.
Im Oktober 2017 wurde Bluemix in IBM Cloud umbenannt.

## Hintergrund
IBM Cloud unterstützt mehrere Programmiersprachen und Frameworks, einschließlich Java, Node.js, Go, PHP, Python, Ruby Sinatra, Ruby on Rails und kann auch andere Sprachen wie Scala durch den Einsatz von Buildpacks unterstützen. Außerdem werden mehrere Dienstleistungen sowie integrierte DevOps-Dienste unterstützt, um Cloud-Anwendungen zu erstellen, auszuführen, bereitzustellen und zu verwalten. Die Entwicklerplattform basiert auf der offenen Technologie von Cloud Foundry und läuft auf IBMs Softlayer-Cloud-Infrastruktur. Die virtuelle Infrastrukturumgebung der Softlayer-Plattform basiert auf dem Xen Hypervisor von Citrix.